# Torpedo bauchotae
Torpedo bauchotae ist eine Rochenart aus der Familie der Zitterrochen. Er lebt vor den Küsten des Senegals, bei Pointe-Noire (Republik Kongo) und vor der Elfenbeinküste.

## Merkmale
Torpedo bauchotae hat die typische etwas breitere als lange Scheibenform seiner Familie, bestehend aus Leib und Brustflossen, wobei der vordere Rand der Scheibe gerade ist. Die Grundfärbung der Oberseite ist gelbbraun bis ockerrosa, mit helleren oder dunkleren Flecken, die dünn schwarz umrandet sein können. Außen um die Scheibe windet sich eine gewellte schwarze Musterung. Die Unterseite ist einheitlich rosigweiß. Die bekannten, nicht ausgewachsenen Exemplare hatten Längen von etwa 15 Zentimetern. Die Bauch- und Rückenflossen sind rundlich. Um das Atemloch herum liegen neun oder zehn fingerartige Papillen. Die backenzahnähnlichen Zähne liegen in vier Reihen vorne in beiden Kiefern.
Die Art ist ovovivipar.

## Weblink
- Torpedo bauchotae in der Roten Liste gefährdeter Arten der IUCN 2013.1. Eingestellt von: Séret, B., Cronin, E.S. & Valenti, S.V., 2007. Abgerufen am 2. November 2013.